# Johann Jakob Motz
Johann Jakob Motz (* im 18. Jahrhundert; † 1822) war von 1819 bis 1820 Stadtschultheiß der Stadt Ravensburg.

## Leben
Johann Jakob Motz, ein evangelischer Altwürttemberger, war Amtsschreiber und Oberamtmann in Steusslingen. Er wurde am 25. April 1807 durch ein Restrikt in das in der Nähe von Ravensburg liegende Altdorf berufen. Altdorf war nach der Angliederung an Württemberg 1806 zunächst Sitz des Oberamtes geworden. Er war anschließend als Amts- und Stadtschreiber in Ravensburg tätig.
1819 wurde er zum Stadtschultheiß von Ravensburg gewählt. Am 3. Mai 1820 legte Motz, der als starrsinnig bezeichnet wurde, das Bürgermeisteramt nieder. Er war anschließend wieder als Amts- und Stadtschreiber in Ravensburg tätig.